# Cirsium canum
Cirsium canum es una especie de planta perenne  perteneciente a la familia Asteraceae.

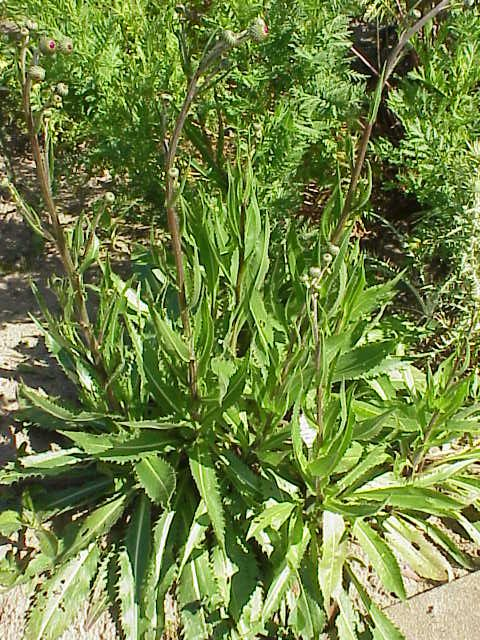
Planta

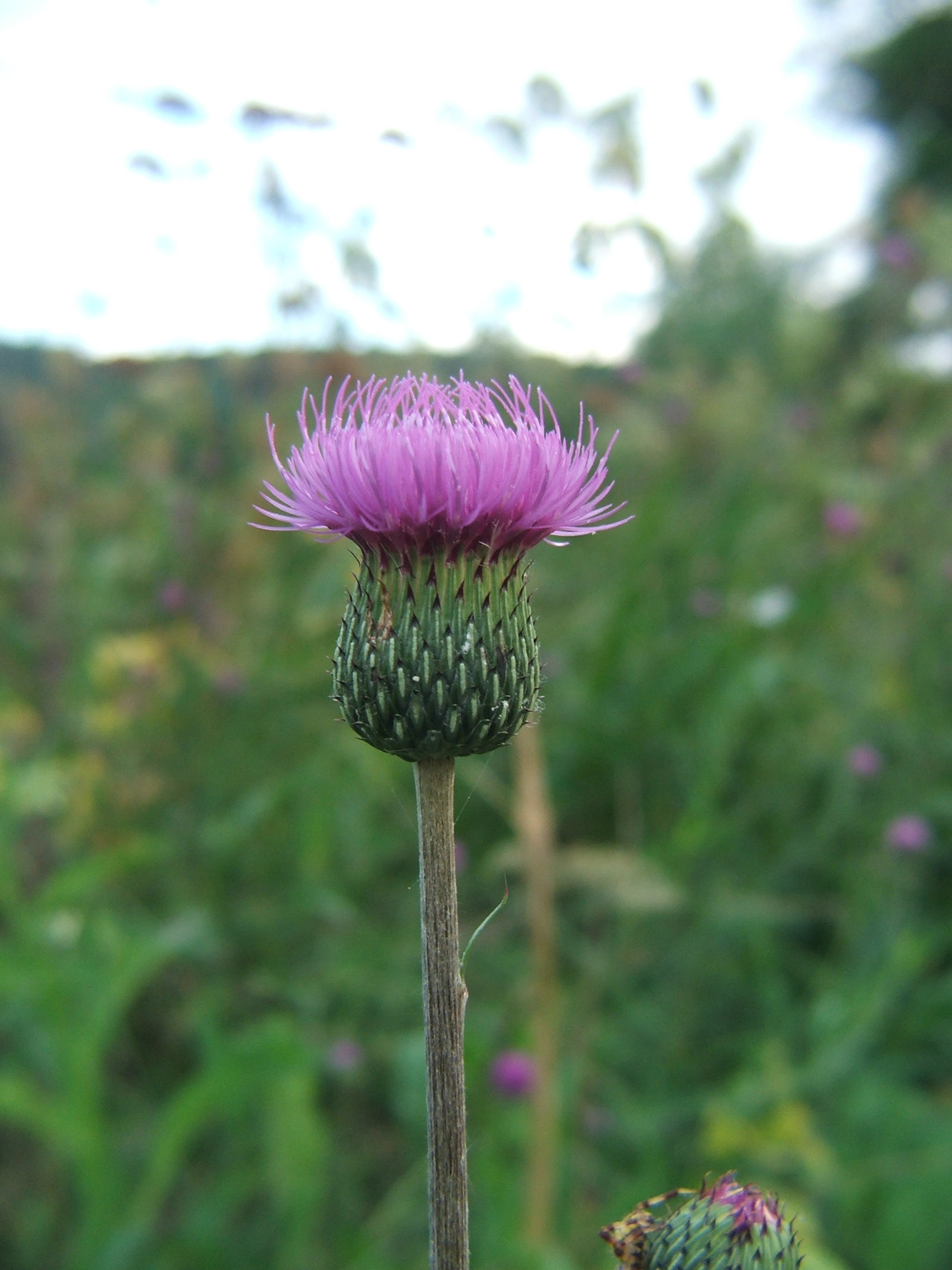
Inflorescencia

## Descripción
Es una planta perenne con  el tallo de cuatro alas y las hojas espinosas de color verde, lanceoladas, brillantes con bordes espinosos. Las flores de color violeta son tubulares    en forma de cardos terminales. Los frutos son vilanos.

## Taxonomía
Cirsium canum fue descrita por (Carlos Linneo) All. y publicado en Flora Pedemontana 1: 151. 1785.
Etimología
Cirsium: nombre genérico que deriva de la palabra griega: kirsos = varices ;  de esta raíz deriva el nombre kirsion, una palabra que parece servir para identificar una planta que se utiliza para el tratamiento de este tipo de enfermedad. De kirsion, en los tiempos modernos, el botánico francés Tournefort (1656 - 708) ha derivado el nombre Cirsium del género.
canum: epíteto latino que significa "canoso".
Sinonimia
- Cirsium louisii	
- Cirsium pseudopannonicum Schur	
- Carduus canus L., 1767
- Cirsium biebersteinii Kharadze
- Cirsium canum subsp. subtymphaeum (Hayek) Rech. f.
- Cirsium canum var. subtymphaeum Hayek
- Cnicus canus (L.) Roth

Híbridos
Algunos híbridos:
- Cirsium ×aschersonii Celak., 1873 - Híbrido con Cirsium tuberosum
- Cirsium ×fleischeri Podp. 1904 - Híbrido con Cirsium eriophorum
- Cirsium ×heuseri Uechtr. - Híbrido con Cirsium vulgare
- Cirsium ×murrianum Khek,1925 - Híbrido con Cirsium heterophyllum
- Cirsium ×siegertii Schultz-Bip., 1861 - Híbrido con Cirsium rivulare
- Cirsium ×silesiacum C.H. Schultz, 1844 - Híbrido con Cirsium palustre
- Cirsium ×soroksarense Wagner, 1922 - Híbrido con Cirsium arvense
- Cirsium ×tataricum (L.) All., 1785 - Híbrido con Cirsium oleraceum
- Cirsium ×winklerianum Celak., 1873 - Híbrido con Cirsium acaule